# خفاش‌ماهی برزیلی
خفاش‌ماهی برزیلی (نام علمی: Ogcocephalus vespertilio) نام یک گونه از سرده خفاش‌های دریایی اصلی است.